# Сенютино (Невельский район)
Сенютино — деревня в Невельском районе Псковской области России. Входит в состав Плисской волости.

## География
Расположена в 5 км к северу от райцентра, города Невель.

## Население
| 2001 | 2002 | 2010 |
| ---- | ---- | ---- |
| 44   | ↘43  | ↘27  |

Численность населения деревни по оценке на начало 2001 года составляла 44 человека.